# Gerhard Bunnemann

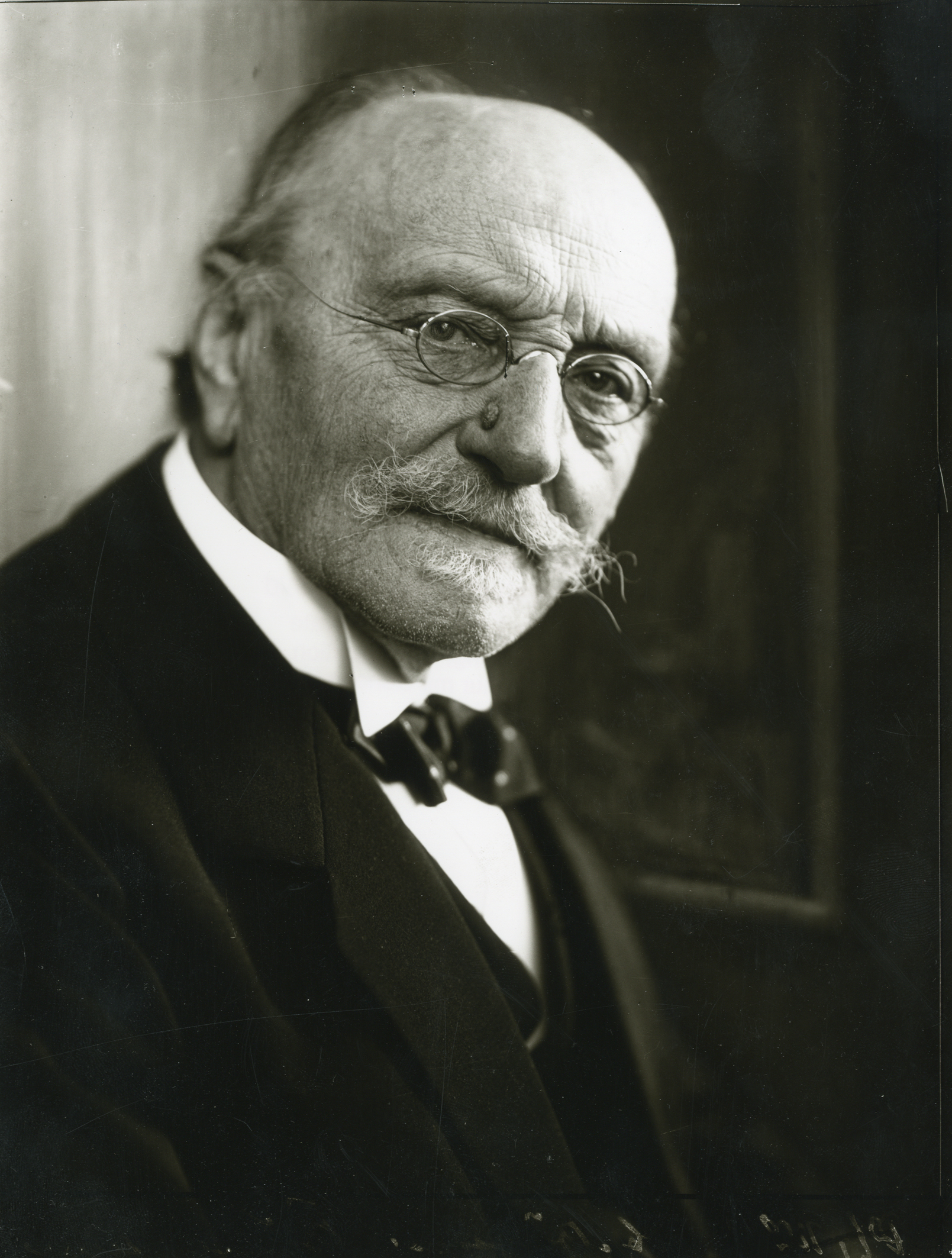
Gerhard Bunnemann (1902)

Gerhard Bunnemann (* 29. Oktober 1842 in Loccum bei Hannover; † 22. Dezember 1925 in Bielefeld) war ein Oberbürgermeister und Ehrenbürger der Stadt Bielefeld.

## Leben
Gerhard Bunnemann wurde 1842 in Loccum bei Hannover als Sohn des dortigen Stiftspredigers Georg August Bunnemann (1798–1871) und dessen Frau Wilhelmine Elisabeth geb. Rühe (1808–1892) geboren. Er stammt aus der alten Oldenburger Familie Bunnemann. Nach dem Besuch des Gymnasiums Studium der Rechtswissenschaften in Heidelberg (dort war er seither Mitglied der Burschenschaft Allemannia Heidelberg)  und Göttingen, 1866 Referendar, 1870 Gerichtsassessor, 1873 Besoldeter Beigeordneter in Elberfeld, 1875 Bürgermeister in Kreuznach, 1881 Erster Bürgermeister in Bielefeld, 1883–1910 Oberbürgermeister und Ernennung zum Geheimrat. Er vertrat die Stadt als Mitglied des Westfälischen Provinziallandtages und als Abgeordneter im Preußischen Herrenhaus. 
Während seiner Amtszeit als Oberbürgermeister nahm die Stadt Bielefeld einen großen wirtschaftlichen Aufschwung und verdoppelte ihre Einwohnerzahl. Bunnemann veranlasste zahlreiche Neubauten, wie das Rathaus, das Stadttheater und den Bau verschiedener sanitärer Einrichtungen.
Nach zweimaliger Verlängerung seiner Amtszeit trat er 1910 in den Ruhestand und wurde Ehrenbürger der Stadt Bielefeld, wo eine Straße nach ihm benannt ist.

## Ehrungen
- Bunnemannplatz ⊙ in der Bielefelder Innenstadt
- Bunnemannstraße ⊙ in Bad Kreuznach